# يوخن مولر
يوخن مولر (بالألمانية: Jochen Müller)‏ (18 أبريل 1963 بإرباخ في ألمانيا - ) هو لاعب كرة قدم ألماني في مركز الدفاع. لعب مع دندي يونايتد وفالدهوف مانهايم.

## وصلات خارجية
- يوخن مولر على موقع قاعدة بيانات كرة القدم.إي يو (الإنجليزية)
- يوخن مولر على موقع عالم كرة القدم.نت (الإنجليزية)